# Sachanlage
Sachanlagen (englisch tangible assets) sind im Rechnungswesen materielle Vermögensgegenstände, die sich im Eigentum eines Unternehmens befinden, auf Dauer im Unternehmen verbleiben und in der Regel betriebsnotwendig sind, also nötig, um die Produktion und den Betrieb aufrechtzuerhalten. 

## Allgemeines
Im Gegensatz zum Umlaufvermögen lassen sich Sachanlagen nicht rasch liquidieren und sind damit langfristig im Unternehmen gebunden. Sachanlagen sind in der Bilanz auf der Aktivseite verzeichnet und gehören neben den Finanzanlagen und immateriellen Vermögensgegenständen zum Anlagevermögen. Sie sind nach ihrer Wiederverkäuflichkeit sortiert, das heißt die am einfachsten zu verkaufende Position steht an letzter Stelle.

## Bilanzpositionen der Sachanlagen
Die Bilanzpositionen der Sachanlagen gliedern sich nach § 266 HGB in vier Unterpunkte auf:
- Die Bilanzposition „Grundstücke, grundstücksgleiche Rechte und Bauten einschließlich der Bauten auf fremden Grundstücken“ umfasst die genannten Vermögensteile in einer Sammelposition. Eine Trennung in abnutzbare und nicht abnutzbare Werte ist nicht vorgeschrieben, aber erforderlich. Neben Grundstücken, Gebäuden, Erbbaurechten und Eigentum an Wohnungen und Bergwerken gehören hierzu auch Einrichtungen, die der Benutzung dienen, z. B. Heizungsanlagen.
- „Technische Anlagen und Maschinen“ sind alle Anlagen, die unmittelbar der Produktion dienen.
- Zu der Position „Andere Anlagen, Betriebs- und Geschäftsausstattung“ gehören alle Anlagen, die nicht unmittelbar der Produktion dienen. Dies kann z. B. der Fuhrpark oder die Telefonanlage sein.
- Unter „Anlagen im Bau, Anzahlungen auf Anlagen“ sind Ausgaben für Anlagen aufzuführen, die zum Bilanzstichtag noch nicht fertiggestellt sind. Diese Ausgaben sind keine Aufwendungen, sondern fließen in den Wert der späteren Anlage ein und sind deshalb in der Bilanz zu aktivieren.

## Volkswirtschaft
Die Volkswirtschaftliche Gesamtrechnung (VGR) geht von einem Vermögenskonto aus, das den volkswirtschaftlichen Vermögensobjekten (Sachvermögen und Forderungen) die Verbindlichkeiten gegenüberstellt.